# تیدوک
تیدوک یک منطقهٔ مسکونی در دهستان کاهشنگ از توابع بخش مرکزی شهرستان بیرجند، واقع در استان خراسان جنوبی کشور ایران است.بر پایه سرشماری عمومی نفوس و مسکن در سال ۱۳۹۵ جمعیت آن ۷ نفر (در ۴ خانوار) بوده‌است.